# Orahovac (gmina)
Orahovac (serb. Ораховац, alb. Rahovecit) – gmina w Kosowie, w regionie Prizren. Jej siedzibą jest miasto Orahovac.

## Demografia
W 2011 roku gmina liczyła 56 208 mieszkańców. Większość z nich stanowili etniczni Albańczycy – 98%. Wymieniało się następujące grupy narodowościowe i etniczne:
1. Albańczycy (55 166)
2. Ashkali (404)
3. Egipcjanie Bałkańscy (299)
4. Serbowie (134)
5. Romowie (84)
6. Boszniacy (10)
7. Turcy (2)

## Polityka
W wyborach lokalnych przeprowadzonych w 2017 roku kandydaci Demokratycznej Partii Kosowa uzyskali 9 z 31 mandatów w radzie gminy. Frekwencja w I turze wyniosła 39,8%. Burmistrzem został Smajl Latifi.